# Anaulacodesmus chamizae
Anaulacodesmus chamizae är en mångfotingart som beskrevs av Chamberlin 1957. Anaulacodesmus chamizae ingår i släktet Anaulacodesmus och familjen orangeridubbelfotingar. Inga underarter finns listade i Catalogue of Life.